# Európai Filmdíjak 1998
A 11. Európai Filmdíj-átadó ünnepséget (11th European Film Awards), amelyen az előző évben hivatalosan bemutatott, az Európai Filmakadémia több mint 1500 tagjának szavazata alapján legjobbnak ítélt európai filmeket, illetve alkotóikat részesítették elismerésben, 1998. december 4-én tartották meg a patinás londoni The Old Vic színházban. Az ünnepség két ceremóniamesterének Mel Smith brit színész-rendezőt, valamint Carole Bouquet francia színésznőt kérték fel.
1998-ban az Európai Filmakadémia változtatott a díjak nevén (a díjak nevéből elhagyták a folyó évre történő utalást), valamint a díjazás menetén. Újabb kategóriával bővítette a díjazottak körét az európai rövidfilmekkel úgy, hogy tizenegy kiemelt nemzetközi európai filmfesztivál fődíjat nyert rövid-, illetve kisjátékfilmjeit nevezték a díjra továbbá az Európai Filmakadémia közönségdíját nem a legjobb filmnek, hanem a legjobb rendezőnek ítélték oda. A legjobb európai teljesítmény a világ filmművészetében díjazott személyéről az Európai Filmakadémia Igazgatótanácsa dönt, azonban ez évben kivételesen nyilvánosságra hozták a jelöltek személyét is.
A díjra számításba vehető nagyjátékfilmek előzetes válogatásában 14 ország 26 alkotása kapott helyet, magyar film nem volt közöttük.
Kiugróan magas számú jelölést egyetlen film sem kapott, a svéd elsőfilmes Thomas Vinterberg Születésnap című filmdrámája három jelöléséből egyetlen díjat szerzett meg, a Fassbinder-díjat. Két jelölésből két díjjal térhetett haza az olasz színész-rendező Roberto Benigni: filmdrámája, Az élet szép lett a legjobb európai film és a főszerep megformálásáért ő vehette át a legjobb színész díját is. A többi díj egy-egy alkotás között oszlott meg. A legjobb nem európai film a Jim Carrey főszereplésével készült amerikai sci-fi film, a Truman Show lett. Az év folyamán a világ filmművészetében a legjobb európai teljesítményt Stellan Skarsgård svéd színész nyújtotta az Amistad és a Good Will Hunting főszerepeiben nyújtott alakításaival. Az Európai Filmakadémia életműdíját Jeremy Irons brit színész vehette át.

## Válogatás
1. Aprile (Április) – rendező: Nanni Moretti
2. Bin ich schön? (Szép vagyok?) – rendező: Doris Dörrie
3. Carne trémula (Eleven hús) – rendező: Pedro Almodóvar
4. Comedian Harmonists – rendező: Joseph Vilsmaier
5. Festen (Születésnap) – rendező: Thomas Vinterberg
6. Gypsy Magic (Cigányvarázs) – rendező: Stole Popov
7. Idioterne (Idióták) – rendező: Lars von Trier
8. Kleine Teun (Kis Toni) – rendező: Alex van Warmerdam
9. Knoflikari (Buttoners) – rendező: Petr Zelenka
10. La parola amore esiste (A szerelem szó létezik) – rendező: Mimmo Calopresti
11. La vie revée des anges (Az élet, amiről az angyalok álmodnak) – rendező: Erick Zonca
12. La vita è bella (Az élet szép) – rendező: Roberto Benigni
13. Le nain rouge (A vörös törpe) – rendező: Yvan Le Moine
14. Lola Rennt (A lé meg a Lola) – rendező: Tom Tykwer
15. Love is the Devil (Ördögi szerelem) – rendező: John Maybury
16. My Name is Joe (Nevem, Joe) – rendező: Ken Loach
17. O Rio do Ouro – rendező: Paulo Rocha
18. On connait la chanson (Megint a régi nóta) – rendező: Alain Resnais
19. Pro urodov i ljudej ((Про уродов и людей)) (Szörnyekről és emberekről) – rendező: Alekszej Balabanov
20. Rosie – rendező: Patrice Toye
21. Seul contre tous (Egy mindenki ellen) – rendező: Gaspar Noé
22. Sliding Doors (A nő kétszer) – rendező: Peter Howitt
23. The Butcher Boy (A kis véreskezű) – rendező: Neil Jordan
24. The General(A bűncézár) – rendező: John Boorman
25. Tic Tac (Tik-tak) – rendező: Daniel Alfredson
26. Zugvögel ... Einmal nach Inari (A vándormadarak Inariba vonulnak) – rendező: Peter Lichtefeld

## Díjazottak és jelöltek
| „Díjazott” – szürkéskék háttérrel   |
| „Jelölt” – világos szürke háttérrel |

### Legjobb európai film
| Magyar címe                          | Eredeti címe           | Rendező           | Ország             |
| ------------------------------------ | ---------------------- | ----------------- | ------------------ |
| Az élet szép                         | La vita è bella        | Roberto Benigni   | Olaszország        |
| A kis véreskezű                      | The Butcher Boy        | Neil Jordan       | Írország           |
| A lé meg a Lola                      | Lola rennt             | Tom Tykwer        | Németország        |
| Az élet, amiről az angyalok álmodnak | La vie rêvée des anges | Erick Zonca       | Franciaország      |
| Eleven hús                           | Carne trémula          | Pedro Almodóvar   | Spanyolország      |
| Nevem, Joe                           | My Name Is Joe         | Ken Loach         | Egyesült Királyság |
| Születésnap                          | Festen                 | Thomas Vinterberg | Dánia              |

### Az év európai felfedezettje – Fassbinder-díj
| Magyar címe                          | Eredeti címe           | Rendező           | Ország             |
| ------------------------------------ | ---------------------- | ----------------- | ------------------ |
| Születésnap                          | Festen                 | Thomas Vinterberg | Dánia · Svédország |
| Az élet, amiről az angyalok álmodnak | La vie rêvée des anges | Érick Zonca       | Franciaország      |
| Több jelölt nem volt.                |                        |                   |                    |

### Legjobb európai dokumentumfilm – Arte díj
| Magyar címe | Eredeti címe | Rendező          | Ország      |
| ----------- | ------------ | ---------------- | ----------- |
| –––         | –––          | Claudio Pazienza | Olaszország |

### Legjobb európai színésznő
| Nyertesek és jelöltek          | Magyar címe                       | Eredeti címe           |
| ------------------------------ | --------------------------------- | ---------------------- |
| Elodie Bouchez Natacha Regnier | Élet, amiről az angyalok álmodnak | La vie rêvée des anges |
| Dinara Drukarova               | Szörnyekről és emberekről         | Pro urodov i ljudej    |
| Annet Malherbe                 | Kis Toni                          | Kleine Teun            |

### Legjobb európai színész
| Nyertesek és jelöltek | Magyar címe  | Eredeti címe    |
| --------------------- | ------------ | --------------- |
| Roberto Benigni       | Az élet szép | La vita è bella |
| Javier Bardem         | Eleven hús   | Carne trémula   |
| Peter Mullan          | Nevem, Joe   | My Name Is Joe  |
| Ulrich Thomsen        | Születésnap  | Festen          |

### Legjobb forgatókönyvíró
| Nyertesek és jelöltek         | Magyar címe        | Eredeti címe          |
| ----------------------------- | ------------------ | --------------------- |
| Peter Howitt                  | A nő kétszer       | Sliding Doors         |
| Jean-Pierre Bacri Agnès Jaoui | Megint a régi nóta | On connait la chanson |
| Alex van Warmerdam            | Kis Toni           | Kleine Teun           |
| Lars von Trier                | Idióták            | Idioterne             |

### Legjobb európai operatőr
| Nyertesek és jelöltek | Magyar címe         | Eredeti címe           |
| --------------------- | ------------------- | ---------------------- |
| Adrian Biddle         | A kis véreskezű     | The Butcher Boy        |
| Thierry Arbogast      | Macska-jaj          | Crna mačka, beli mačor |
| Dany Elsen            | A vörös törpe       | Le nain rouge          |
| Joseph Vilsmaier      | Comedian Harmonists | Comedian Harmonists    |

### Legjobb európai teljesítmény a világ filmművészetében
| Díjazott          | Foglalkozás                          | Ország             |
| ----------------- | ------------------------------------ | ------------------ |
| Stellan Skarsgård | színész (Amistad, Good Will Hunting) | Svédország         |
| Antonio Banderas  | színész (Zorro álarca)               | Spanyolország      |
| Pierce Brosnan    | színész (A holnap markában)          | Írország           |
| Gérard Depardieu  | színész (A vasálarcos)               | Franciaország      |
| Emma Thompson     | színésznő (A nemzet színe-java)      | Egyesült Királyság |
| Kate Winslet      | színésznő (Titanic)                  | Egyesült Királyság |

### Az Európai Filmakadémia életműdíja
| Díjazott     | Foglalkozás | Ország             |
| ------------ | ----------- | ------------------ |
| Jeremy Irons | színész     | Egyesült Királyság |

### Európai Filmakadémia kritikusainak díja – FIPRESCI-díj
| Magyar címe   | Eredeti címe | Rendező           | Ország                                                              |
| ------------- | ------------ | ----------------- | ------------------------------------------------------------------- |
| Lőporos hordó | Bure Baruta  | Goran Paskaljević | Jugoszlávia · Franciaország · Törökország · Macedónia · Törökország |

### Európai Filmakadémia legjobb nem európai filmje – Screen International díj
| Magyar címe               | Eredeti címe        | Rendező              | Ország                                         |
| ------------------------- | ------------------- | -------------------- | ---------------------------------------------- |
| Truman Show               | Truman Show         | Peter Weir           | Amerikai Egyesült Államok                      |
| A nagy Lebowski           | The Big Lebowski    | Joel Coen            | Amerikai Egyesült Államok · Egyesült Királyság |
| Boogie Nights             | Boogie Nights       | Paul Thomas Anderson | Amerikai Egyesült Államok                      |
| Az én házam, az én váram  | The Castle          | Rob Sitch            | Ausztrália                                     |
| Agyament Harry            | Deconstucting Harry | Woody Allen          | Amerikai Egyesült Államok                      |
| Ryan közlegény megmentése | Saving Private Ryan | Steven Spielberg     | Amerikai Egyesült Államok                      |

### Európai Filmakadémia közönségdíja – legjobb rendező
| Nyertesek és jelöltek | Magyar címe | Eredeti címe |
| --------------------- | ----------- | ------------ |
| Roland Emmerich       | Godzilla    | Godzilla     |

### Európai Filmakadémia közönségdíja – legjobb színésznő
| Nyertesek és jelöltek | Magyar címe | Eredeti címe |
| --------------------- | ----------- | ------------ |
| Kate Winslet          | Titanic     | Titanic      |

### Európai Filmakadémia közönségdíja – legjobb színész
| Nyertesek és jelöltek | Magyar címe  | Eredeti címe      |
| --------------------- | ------------ | ----------------- |
| Antonio Banderas      | Zorro álarca | The Mask of Zorro |

### Legjobb európai rövidfilm
| Címe    | Rendező      | Ország        | Jelölő fesztivál |
| ------- | ------------ | ------------- | ---------------- |
| Un jour | Marie Paccou | Franciaország |                  |